# مارکت (فیلم ۲۰۰۳)
مارکت (به هندی: Market) فیلمی محصول سال ۲۰۰۳ و به کارگردانی جی پراکاش است. در این فیلم بازیگرانی همچون مانیشا کویرالا، سومان رانگاناتان، آرین وحید، جانی لور، شویتا منون، ماکاراند دشپانده و سایاجی شینده ایفای نقش کرده‌اند.